# لیلبورن
لیلبورن (به انگلیسی: Lilbourne) یک روستا و محله مدنی در بریتانیا است که در Daventry واقع شده‌است. لیلبورن ۲۷۳ نفر جمعیت دارد.